# Сам Рейнгси
Сам Рейнгси (кхмер. សម រង្ស៊ី, [sɑːm reə̯̆ŋsiː]; 10 марта 1949, Пномпень), в русской транскрипции также Сам Рейнси, Сам Райнси, Сам Рэнси — камбоджийский национал-либеральный политик, депутат Национальной ассамблеи, лидер партии своего имени и Партии национального спасения Камбоджи. Возглавлял массовые антиправительственные выступления 2013—2014 годов. Рассматривается как ведущий деятель камбоджийской оппозиции. Известен также крайним национализмом и жёсткими антивьетнамскими высказываниями.

## Биография

### Происхождение и эмиграция
Родился в семье, принадлежавшей к камбоджийской правящей элите. Сам Неан, дед Сам Рейнси, председательствовал в королевском совете. Сам Сари, отец Сам Рейнси, был видным королевским чиновником и дипломатом, занимал министерские посты в правительствах Нородома Сианука. Сам Сари обладал жёсткой репутацией и скандальной известностью, впоследствии он перешёл в оппозицию Сиануку и исчез при невыясненных обстоятельствах. Ин Ем, мать Сам Рейнси, стала первой камбоджийкой, получившей французскую образовательную квалификацию бакалавриат.
В 16-летнем возрасте, вскоре после исчезновения отца, Сам Рейнси перебрался во Францию. Окончил лицей Жансон-де-Сайи и Институт политических исследований (Париж), получил специальность финансового аналитика. Работал во французских финансовых компаниях.
Сам Рейнси прожил во Франции периоды гражданской войны, террористической диктатуры Красных кхмеров, вьетнамской оккупации. Он вернулся на родину после заключения Парижских соглашений 1991 года, формально завершивших многолетнюю войну. Вступил в монархическую партию ФУНСИНПЕК.

### Из правительства в оппозицию
На выборах 1993 года ФУНСИНПЕК получила наибольшую поддержку избирателей. Сам Рейнси как представитель этой партии получил пост министра финансов в правительстве Нородом Ранарита—Хун Сена. Назначение объяснялось честностью и компетентностью специалиста. Однако у Сам Рейнси не сложились отношения с принцем Ранаритом — первым премьер-министром и лидером ФУНСИНПЕК.
Сам Рейнси был недоволен политическими уступками Ранарита под давлением второго премьер-министра Хун Сена и его Народной партии (НПК). Ранарит обвинял Сам Рейнси в тайных связях с полпотовцами. В октябре 1994 года Сам Рейнси был снят с правительственного поста, исключён из ФУНСИНПЕК и лишён депутатского мандата. Враждебность между Сам Рейнси и лидером монархистов стала заметным фактором камбоджийской политики на годы вперёд.
После разрыва с ФУНСИНПЕК в 1995 году Сам Рейнси основал Партию кхмерской нации, которая с 1998 года получила название Партия Сам Рейнси. Он взял жёстко оппозиционный курс, критиковал Ранарита за политическую слабость, а Хун Сена — за диктаторское правление. Сам Рейнси призывал к широкой демократизации и либеральной экономической политике. В то же время в его выступлениях звучали выраженные националистические и антивьетнамские мотивы.
Партия Сам Рейнси воспринималась властями как реальная опасность и подвергалась преследованиям. 30 марта 1997 года пномпеньский митинг, на котором Сам Рейнси выступал перед сторонниками, был атакован и забросан гранатами — погибли 16 человек, ранены около 100. Тяжёлый удар был нанесён по партии в июле 1997, в ходе фактического государственного переворота, организованного Хун Сеном. Уличные протесты, организованные оппозицией в августе 1998 года, были подавлены. В сентябре 1998 года Сам Рейнси был обвинён в организации покушения на Хун Сена и вынужден был временно перебраться в Бангкок.
В Партии Сам Рейнси некоторое время состоял Ясит Чхун, впоследствии основатель повстанческой организации Бойцы за свободу Камбоджи и организатор неудачной попытки вооружённого переворота 24 ноября 2000 года.

### Оппозиционный лидер

#### Оппозиционная активность

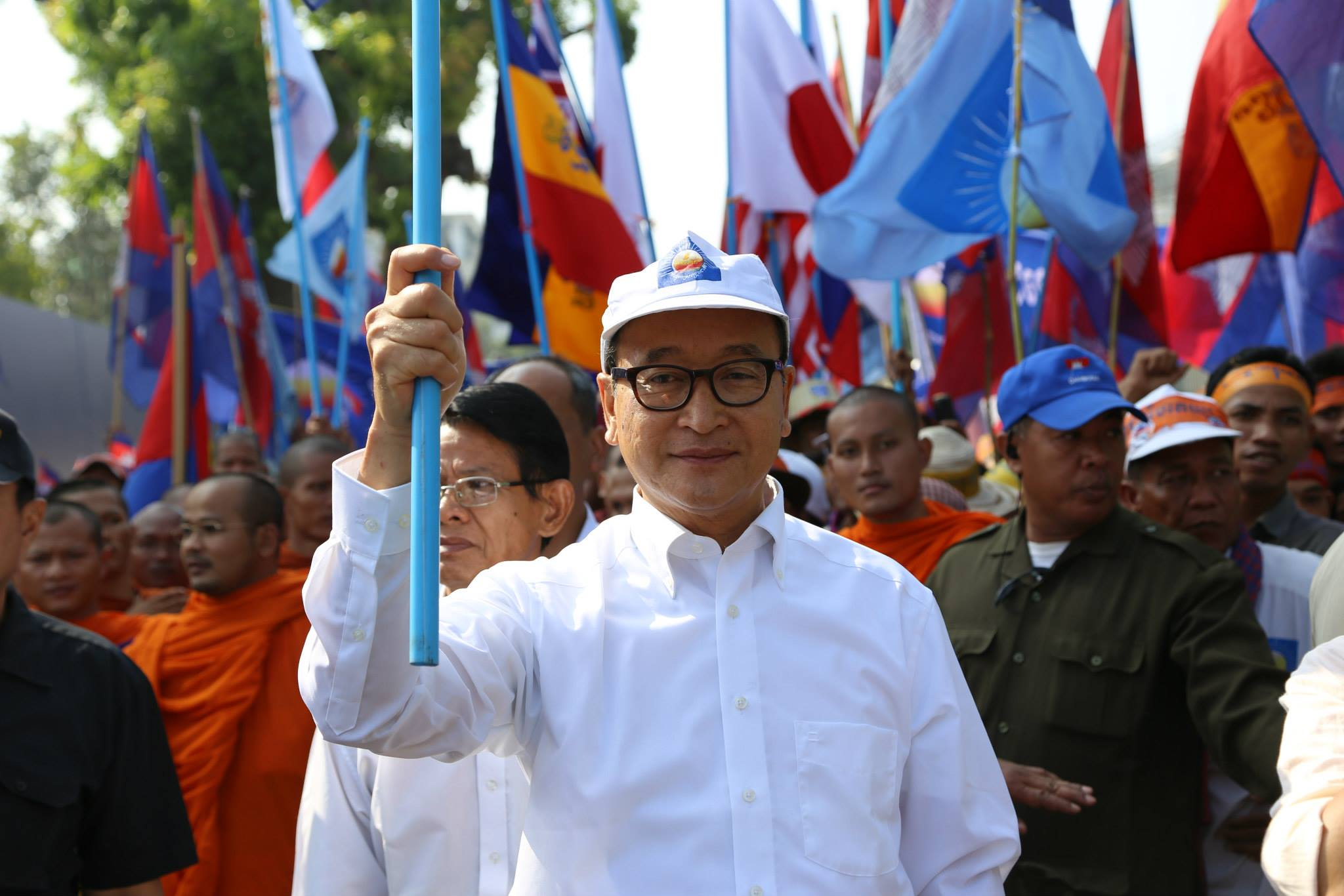
На оппозиционном марше

В 1998, 2003, 2008 Партия Сам Рейнси с определёнными успехами участвовала в парламентских выборах, лидер избирался депутатом. Активная деятельность развивалась во внепарламентской политике. Постепенно партия стала доминирующей оппозиционной силой, а Сам Рейнси — главным противником Хун Сена. Вокруг него сплотились оппозиционеры самых разных направлений, от республиканцев-антикоммунистов до бывших «красных кхмеров». Политическая риторика носит в основном общедемократический популистский характер.

В роли оппозиции ФУНСИНПЕК вытеснила Партия Сам Рейнси. Её лидер своей антикоррупционной риторикой и идеологическим переплетением либерализма с национализмом напоминает Алексея Навального — только гораздо жёстче.

Во внешней политике Сам Рейнси выступает за развитие связей с США, против ориентации Хун Сена на СРВ и КНР.
В 2004 году власти подвергли Сам Рейнси судебному преследованию за «клевету». Формальным поводом стали выдвинутые Сам Рейнси обвинения в адрес правящей партии и персонально Хун Сена в коррупции и организации убийства лидера независимого профсоюза Чеа Вичеа. Вынужденный эмигрировать лидер оппозиции был заочно приговорён в 2005 году к 18 месяцам тюрьмы и штрафу. Вернулся в начале 2006 года после помилования от короля Нородома Сиамони.

#### Против вьетнамской иммиграции
Сам Рейнси резко осуждает поощрение правительством Хун Сена вьетнамской миграции в Камбоджу, бесконтрольное наделение мигрантов гражданством и правом приобретения камбоджийской собственности. Факты нападений на вьетнамцев он называл единичными и объяснял их «камбоджийской традицией безнаказанного насилия». В октябре 2009 года Сам Рейнси организовал марш к камбоджийско-вьетнамской границе в Свайриенге. Оппозиционеры протестовали против захвата камбоджийских земель вьетнамскими иммигрантами. Были сняты и передвинуты несколько пограничных знаков.
МИД Вьетнама потребовало от правительства Камбоджи пресечь эти действия. Власти обвинили Сам Рейнси в разжигании межнациональной и расовой розни. Он был лишён депутатского иммунитета и привлечён к суду.
В начале 2010 года Сам Рейнси вновь эмигрировал во Францию и возвратился в июле 2013 года после очередного королевского помилования. В аэропорту Пномпеня Сам Рейнси был встречен толпой сторонников и объявил, что «вернулся спасти страну». В сентябре 2013 года в Пномпене вспыхнули вьетнамские погромы, детонатором которых считались выступления Сам Рейнси.

#### Во главе протестов
В июле 2012 года Партия Сам Рейнси объединилась с Партией прав человека Кем Сокха. Возникла единая структура камбоджийской оппозиции — Партия национального спасения Камбоджи (ПНСК). Председателем партии стал Сам Рейнси, его заместителем — Кем Сокха.
На выборах 2013 года ПНСК добилась крупного успеха, получив, согласно объявленным итогам, более 44 % голосов (правящая НПК — около 48 %). Сам Рейнси, лично отстранённый от участия в выборах, и его сторонники объявили результаты сфальсифицированными. Пномпень охватили массовые антиправительственные выступления. Несколько человек погибли, десятки получили ранения. Демонстранты вступали в схватки с полицией. Активное участие рабочих, требовавших повышения зарплаты, побудило Сам Рейнси вновь обратиться к образу убитого профсоюзного активиста Чеа Вичеа.
Конфликт удалось частично урегулировать после личной встречи Сам Рейнси с Хун Сеном и договорённости о разделе парламентского руководства. Несколько комиссий, в том числе антикоррупционная, перешли под контроль оппозиции. Сам Рейнси получил депутатский мандат. Эти переговоры были расценены как «беспрецедентный демократический прорыв» и сравнивались с британской парламентской практикой.

#### Продолжение преследований

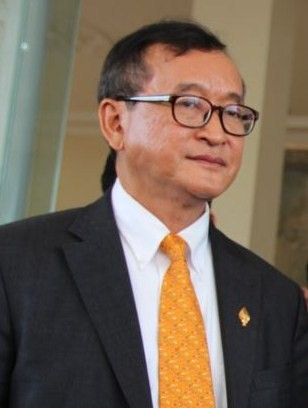
Сам Рейнгси в 2015 году

В ноябре 2015 года возобновилось судебное преследование Сам Рейнси по обвинениям в «клевете» и «подстрекательстве». Верховный суд Камбоджи выдал ордер на его арест, он был лишён парламентского мандата. Тогда же председатель Национальной ассамблеи Хенг Самрин — почётный председатель НПК, глава НРК в 1979—1991 — вчинил иск к Сам Рейнси за пост на странице в Фейсбуке, в котором тот обвинил режим НРК в травле короля Сианука.
Известный камбоджийский оппозиционер, республиканский активист Гаффар Пеанг-Мет полагает, что преследование Сам Рейнси вызвано опасениями правительства вновь столкнуться с массовыми протестами в электоральном цикле 2017—2018 годов.

#### Дальнейшая судьба
11 февраля 2017 года Рейнгси подал в отставку с поста председателя Партия национального спасения Камбоджи, после предлагаемой поправки премьер-министра Хун Сена, запрещавшей осужденным возглавлять политическую партию. Отставка была принята партией 12 февраля.
16 ноября 2017 года Верховный суд Камбоджи вынес решение о запрете Партии национального спасения Камбоджи. После начала политических преследований уехал из страны и находится в эмиграции во Франции.
В марте 2023 года в партийно-государственном руководстве Камбоджи велась подготовка к передаче правительственной власти: на место Хун Сена готовился заступить его сын Хун Манет. При этом появлялась информация о закулисных разногласиях. Министр обороны Теа Бан и члены его семейного клана настороженно отнеслись к плану «династического наследования». Сам Рейнгси высказался за кандидатуру Теа Сейха — сына Теа Бана — на пост премьер-министра. Он призвал сплотиться против Хун Сена вокруг Теа Сейха, Теа Бана и адмирала Теа Вина. Однако Хун Сену удалось убедить Теа Бана и министра внутренних дел Сар Кенга согласиться с премьерством Хун Манета — взамен Минобороны и МВД оставались под их семейным контролем. 22 августа 2023 года премьер министром Камбоджи стал Хун Манет, министром обороны — Теа Сейха, министром внутренних дел — Сар Сокха. Расчёт Сам Рейнгси на раскол элит не оправдался.

## Семья
В 1971 году Сам Рейнси женился в Париже на студентке Института политических исследований Тиулонг Самура, дочери бывшего премьер-министра Камбоджи. Тиулонг Самура по профессии финансовый аналитик. В 1993—1995 годах она была заместителем председателя Центробанка Камбоджи. Состоит в руководстве Партии Сам Рейнси и ПНСК, с 2003 года представляет ПНСК в Национальной ассмаблее.
Сам Рейнси и Тиулонг Самура имеют в браке сына и двух дочерей.